# Кузнецово (Николаевская область)
Кузнецово (укр. Кузнецове) — село в Доманёвском районе Николаевской области Украины.
Основано в 1870 году. Население по переписи 2001 года составляло 706 человек. Почтовый индекс — 56418. Телефонный код — 5152. Занимает площадь 1,71 км².

## Местный совет
56415, Николаевская обл., Доманёвский р-н, с. Счастливка, ул. Путевая, 17